# Josyp Witebski
 Josyp Dawydowycz Witebski (ukr. Йосип Давидович Вітебський, ros. Иосиф Давыдович Витебский, Josif Dawidowicz Witiebski; (ur. 9 stycznia 1938 w Kijowie, zm. 7 grudnia 2024) – ukraiński szermierz (szpadzista), który reprezentował Związek Radziecki, srebrny medalista igrzysk olimpijskich i mistrz świata.
Podczas XIX Letnich Igrzysk Olimpijskich Meksyk 1968 reprezentacja Związku Radzeckiego w składzie: Hryhorij Kriss, Wiktor Modzolewski, Josyp Witebski, Aleksiej Nikanczikow i Jurij Smolakow zdobyła w zawodach drużynowych srebrny medal. W turnieju indywidualnym nie startował. Był to jego jedyny występ olimpijski. 
Podczas 35. mistrzostw świata w Montrealu w 1967 roku wspólnie z Aleksiejem Nikanczikowem, Hryhorijem Krissem, Wiktorem Modzolewskim i Guramem Kostawą zdobył złoty medal w zawodach drużynowych.
Po zakończeniu kariery był trenerem. Początkowo pracował na Ukrainie, w 1998 roku wyemigrował do Filadelfii, gdzie pracował na Uniwersytecie Pensylwanii.